# Liste des lanceurs des Ligues majeures qui ont enregistré 3000 retraits sur les prises

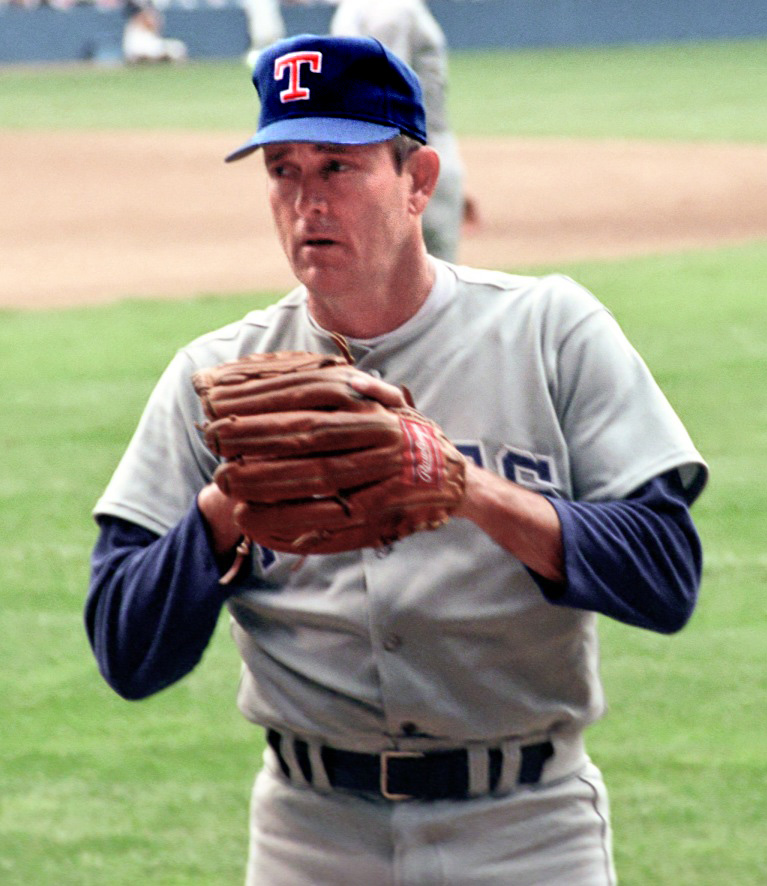
Nolan Ryan, meneur des Ligues majeures de baseball avec 5714 retraits sur des prises en carrière.

Le club des 3000 retraits sur les prises est composé des lanceurs ayant atteint le palier symbolique des 3 000 retraits sur des prises au cours de leur carrière dans la Ligue majeure de baseball.
Le premier lanceur à l'atteindre est Walter Johnson en 1923 et il reste le seul jusqu'en 1974 quand Bob Gibson le rejoint. En 1983, Steve Carlton prend la tête du classement avec 3 709 retraits. En 1984, il est dépassé par Nolan Ryan qui termine sa carrière en 1993 avec l'actuel record de 5 714 retraits sur des prises.
Un total de 17 lanceurs ont atteint les 3 000 retraits sur des prises. Tous sont des lanceurs droitiers à l'exception des gauchers Randy Johnson, Steve Carlton, CC Sabathia et Clayton Kershaw. Le dernier lanceur à avoir rejoint le club est Clayton Kershaw le 2 juillet 2025.

## Classement

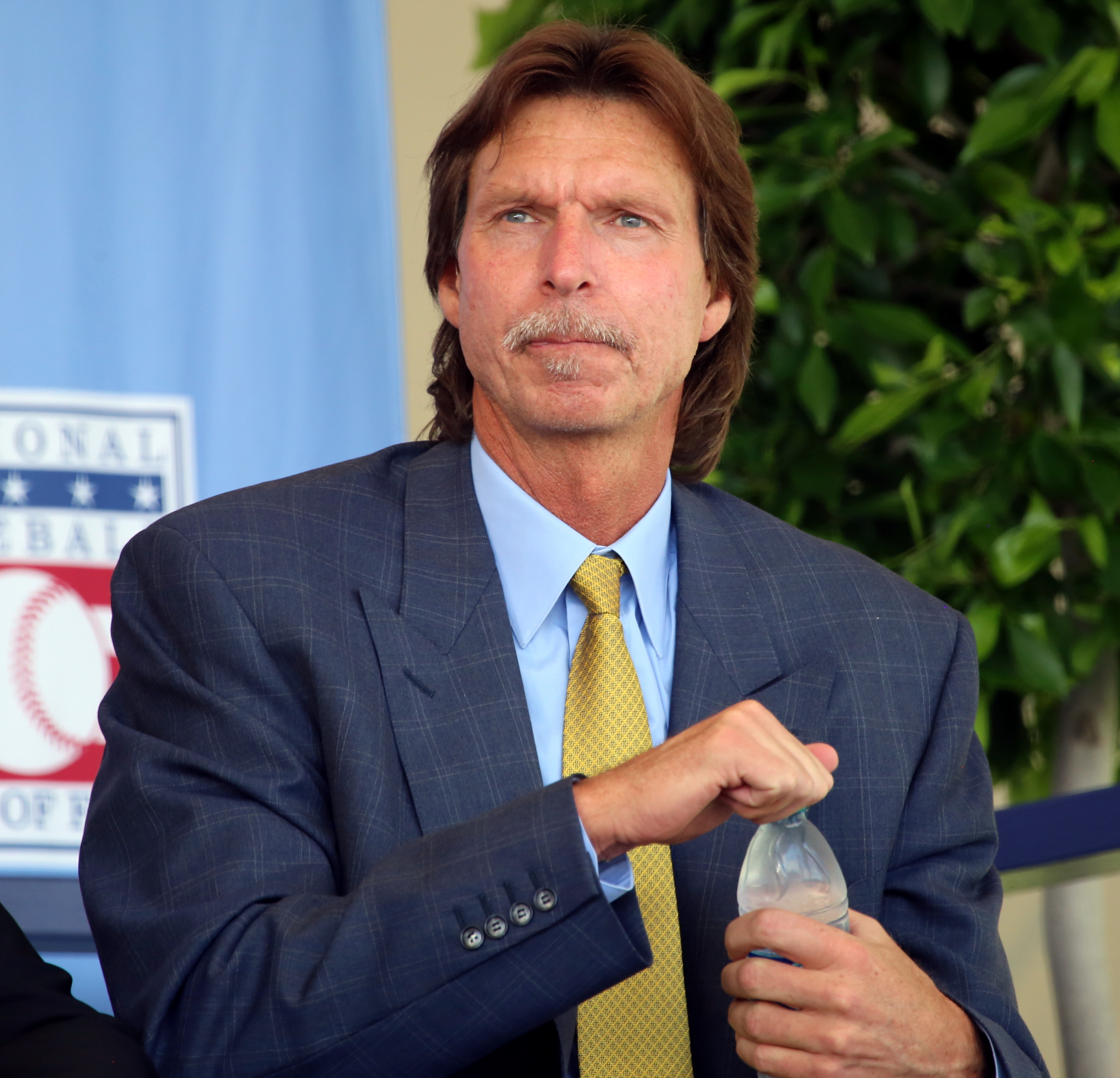
Randy Johnson, deuxième de l'histoire et premier chez les gauchers avec 4708 retraits sur des prises, est celui qui en compte le plus (10,6) par match de neuf manches.

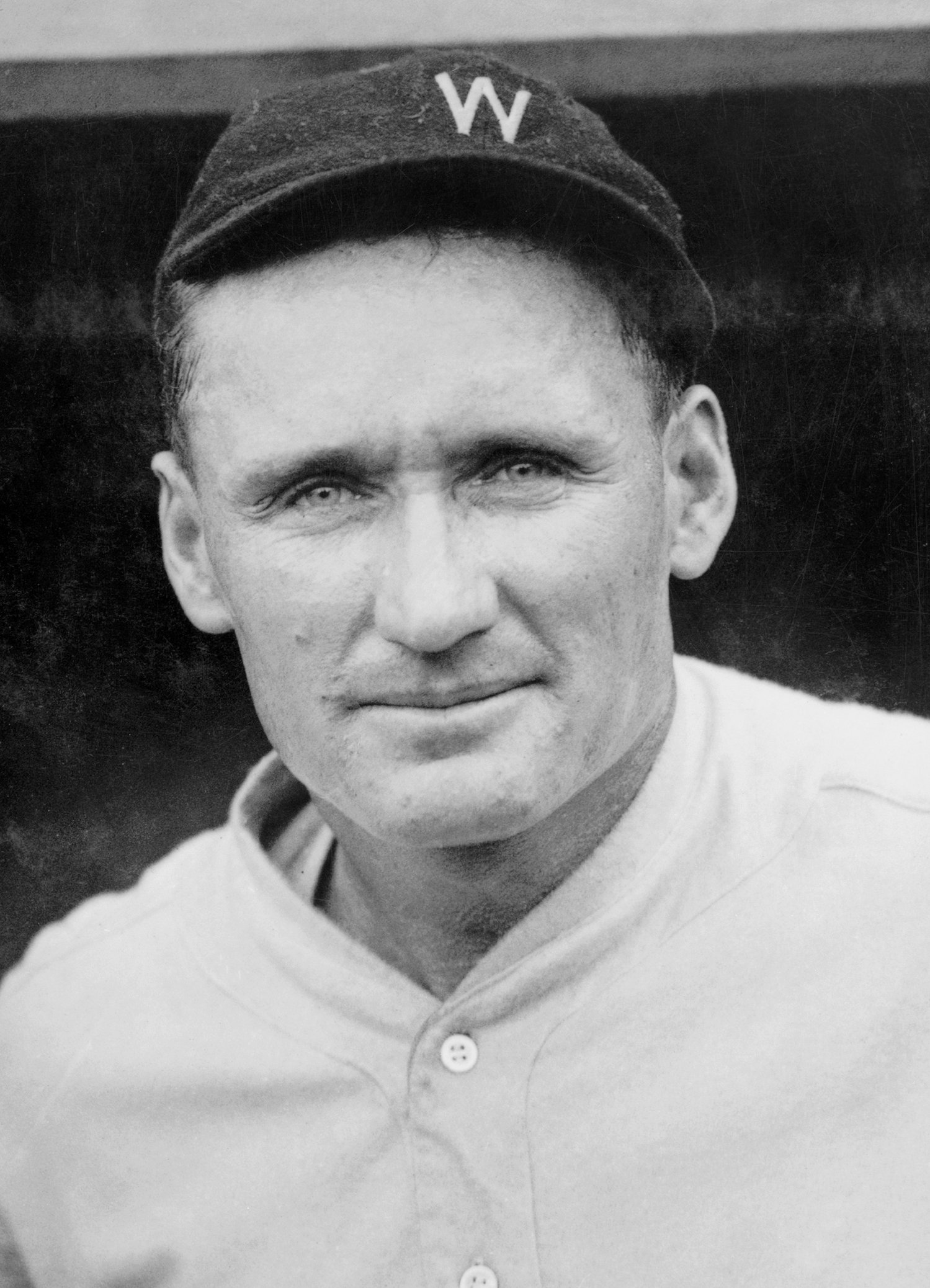
En 1923, Walter Johnson est le premier lanceur à atteindre les 3000 retraits sur des prises en carrière.

Les joueurs en gras sont toujours en activité. Statistiques mises à jour après la fin de la saison régulière 2019.
| Lanceur          | Gaucher ou droitier | Retraits sur des prises | Manches lancées (carrière) | Retraits par 9 manches lancées | Date du 3 000e    | Club au 3 000e            | 3 000e frappeur retiré | Saisons jouées       |
| ---------------- | ------------------- | ----------------------- | -------------------------- | ------------------------------ | ----------------- | ------------------------- | ---------------------- | -------------------- |
| Nolan Ryan       | D                   | 5 714                   | 5 386                      | 9,54                           | 4 juillet 1980    | Astros de Houston         | César Gerónimo         | 1966, 1968-1993      |
| Randy Johnson    | G                   | 4 708                   | 4 1351⁄3                   | 10,60                          | 10 septembre 2000 | Diamondbacks de l'Arizona | Mike Lowell            | 1988-2009            |
| Roger Clemens    | D                   | 4 672                   | 4 9162⁄3                   | 8,55                           | 5 juillet 1998    | Blue Jays de Toronto      | Randy Winn             | 1984-2007            |
| Steve Carlton    | G                   | 4 136                   | 5 2171⁄3                   | 7,13                           | 29 avril 1982     | Phillies de Philadelphie  | Tim Wallach            | 1965-1988            |
| Bert Blyleven    | D                   | 3 701                   | 4 970                      | 6,70                           | 1er août 1986     | Twins du Minnesota        | Mike Davis             | 1970-1992            |
| Tom Seaver       | D                   | 3 640                   | 4 7822⁄3                   | 6,84                           | 18 avril 1981     | Reds de Cincinnati        | Keith Hernandez        | 1967-1986            |
| Don Sutton       | D                   | 3 574                   | 5 2821⁄3                   | 6,08                           | 24 juin 1983      | Brewers de Milwaukee      | Alan Bannister         | 1966-1988            |
| Gaylord Perry    | D                   | 3 534                   | 5 3501⁄3                   | 5,94                           | 1er octobre 1978  | Padres de San Diego       | Joe Simpson            | 1962-1983            |
| Walter Johnson   | D                   | 3 509                   | 5 9142⁄3                   | 5,33                           | 22 juin 1923      | Senators de Washington    | Stan Coveleski         | 1907-1927            |
| Greg Maddux      | D                   | 3 371                   | 5 0081⁄3                   | 6,05                           | 26 juillet 2005   | Cubs de Chicago           | Omar Vizquel           | 1986-2008            |
| Phil Niekro      | D                   | 3 342                   | 5 4041⁄3                   | 5,56                           | 4 juillet 1984    | Yankees de New York       | Larry Parrish          | 1964-1987            |
| Ferguson Jenkins | D                   | 3 192                   | 4 5002⁄3                   | 6,38                           | 25 mai 1982       | Cubs de Chicago           | Garry Templeton        | 1965-1983            |
| Pedro Martínez   | D                   | 3 154                   | 2 8271⁄3                   | 10,03                          | 3 septembre 2007  | Mets de New York          | Aaron Harang           | 1992-2009            |
| Bob Gibson       | D                   | 3 117                   | 3 8841⁄3                   | 7,22                           | 17 juillet 1974   | Cardinals de Saint-Louis  | César Gerónimo         | 1959-1975            |
| Curt Schilling   | D                   | 3 116                   | 3 261                      | 8,59                           | 30 août 2006      | Red Sox de Boston         | Nick Swisher           | 1988-2007            |
| CC Sabathia      | G                   | 3 093                   | 3 5771⁄3                   | 7,78                           | 30 avril 2019     | Yankees de New York       | John Ryan Murphy       | 2001-2019            |
| John Smoltz      | D                   | 3 084                   | 3 473                      | 7,99                           | 22 avril 2008     | Braves d'Atlanta          | Felipe López           | 1988-1999, 2001-2009 |
| Justin Verlander | D                   | 3 006                   | 2 982                      | 9,07                           | 28 septembre 2019 | Astros de Houston         | Kole Calhoun           | 2005-présent         |

## Joueurs en activité
Mis à jour après la fin de la saison régulière 2019. Parmi les deux joueurs avec 3 000 prises au bâton à la fin de la saison régulière 2019, seul Justin Verlander devrait être actif en 2020. CC Sabathia prend sa retraite après la saison 2019. Sept autres en ont au moins 2 000.
| Joueur           | Retraits |
| ---------------- | -------- |
| Justin Verlander | 3 006    |
| Max Scherzer     | 2 692    |
| Zack Greinke     | 2 622    |
| Cole Hamels      | 2 558    |
| Félix Hernández  | 2 524    |
| Clayton Kershaw  | 2 464    |
| Jon Lester       | 2 355    |
| Chris Sale       | 2 007    |